# Kriva Palanka
Kriva Palanka (in macedone Крива Паланка?) è un comune nella parte settentrionale della Macedonia del Nord. Kriva Palanka è il capoluogo municipale.
Il comune confina ad ovest con Rankovce, a nord con la Serbia, a sud con il Makedonska Kamenica, il Kratovo e Kočani e ad est con la Bulgaria.

## Società

### Evoluzione demografica
Secondo il censimento nazionale del 2002 questo comune ha 20.082 abitanti. I principali gruppi etnici includono:
- Macedoni – 19.998 (99,58%)
- Rrom – 668 (3,32%)
- Serbi – 103 (0,51%)
- Altri

## Località
Il comune è formato dall'insieme delle seguenti località:
- B's (Б'с)
- Baštevo (Баштево)
- Borovo (Борово)
- Varovište (Варовиште)
- Gabar (Габaр)
- Golema Crcorija (Голема Црцорија)
- Gradec (Градец)
- Dlabočica (Длабочица)
- Dobrovnica (Добровница)
- Drenak (Дренак)
- Drene (Дрене)
- Duračka Reka (Дурачка река)
- Židilovo (Жидилово)
- Kiselica (Киселица)
- Konopnica (Конопница)
- Kostur (Костур)
- Košari (Кошари)
- Krklja (Крклија)
- Krstov Dol (Крстов дол)
- Lozanovo (Лозаново)
- Luke (Луке)
- Mala Crcorija (Мала Црцорија)
- Martinica (Мартиница)
- Meteževo (Метежево)
- Moždivnjak (Мождивњак)
- Nerav (Нерав)
- Ogut (Огут)
- Osiče (Осиче)
- Podrži Konj (Подржи Коњ)
- Stanci (Станци)
- T'lminci (Т'лминци)
- Trnovo (Трново)
- Uzem (Узем)
- Kriva Palanka (sede comunale)